# Mâchicoulis

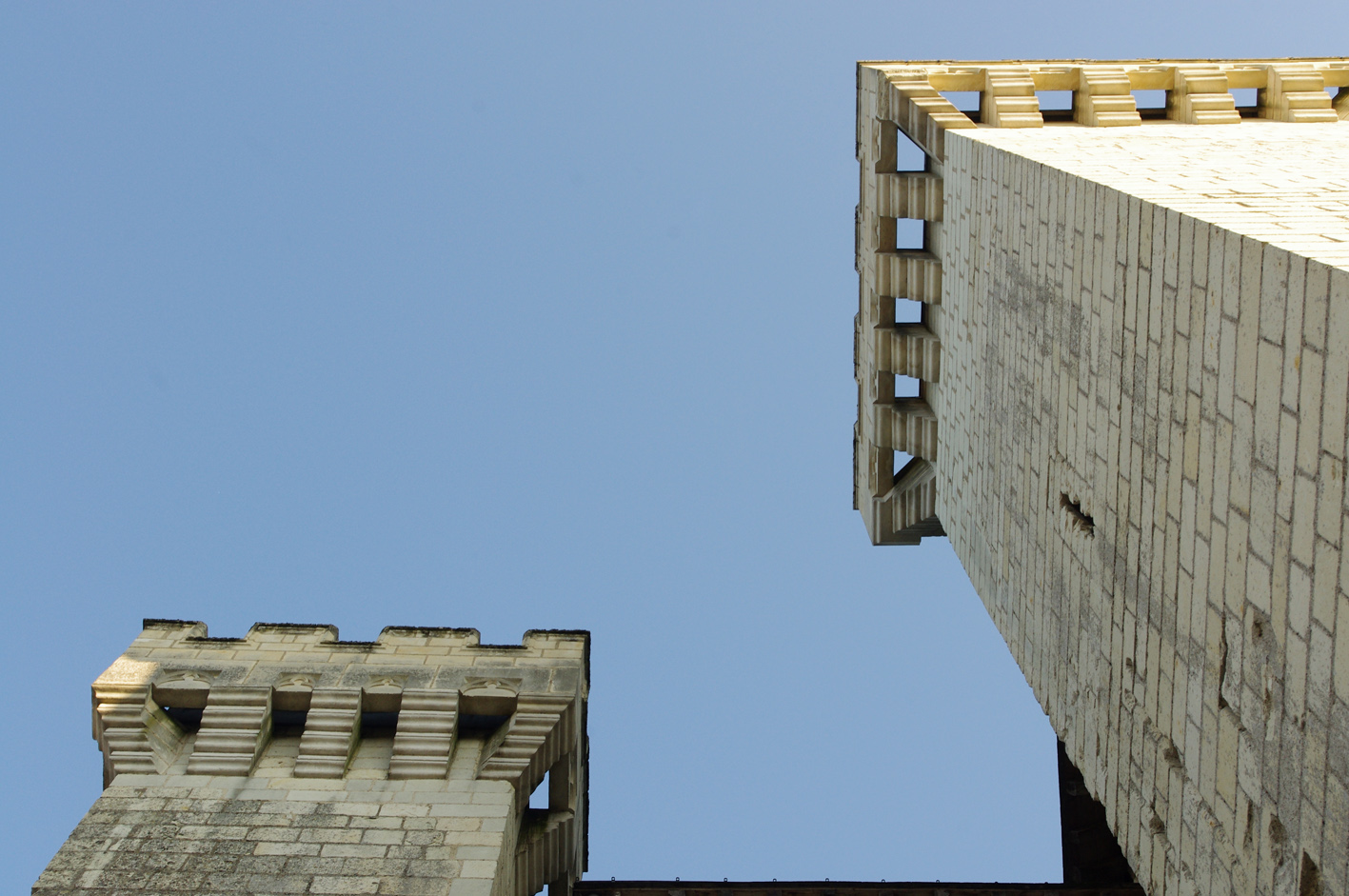
Mâchicoulis du XVe siècle sur la collégiale de Candes-Saint-Martin, en Indre-et-Loire.

Un mâchicoulis est une galerie formant un encorbellement, soit en position mitoyenne ou en couronnement d'une enceinte militaire (tour, courtine, rempart, etc.) et dont le plancher ajouré permettait, si besoin, de lancer divers projectiles au pied du mur, zone souvent vulnérable.
Ce système de défense active en maçonnerie, surtout sous la forme de « mâchicoulis sur consoles » se répand à la fin du Moyen Âge (seconde moitié du XIVe siècle) en remplacement de celui des hourds en bois.

## Étymologie

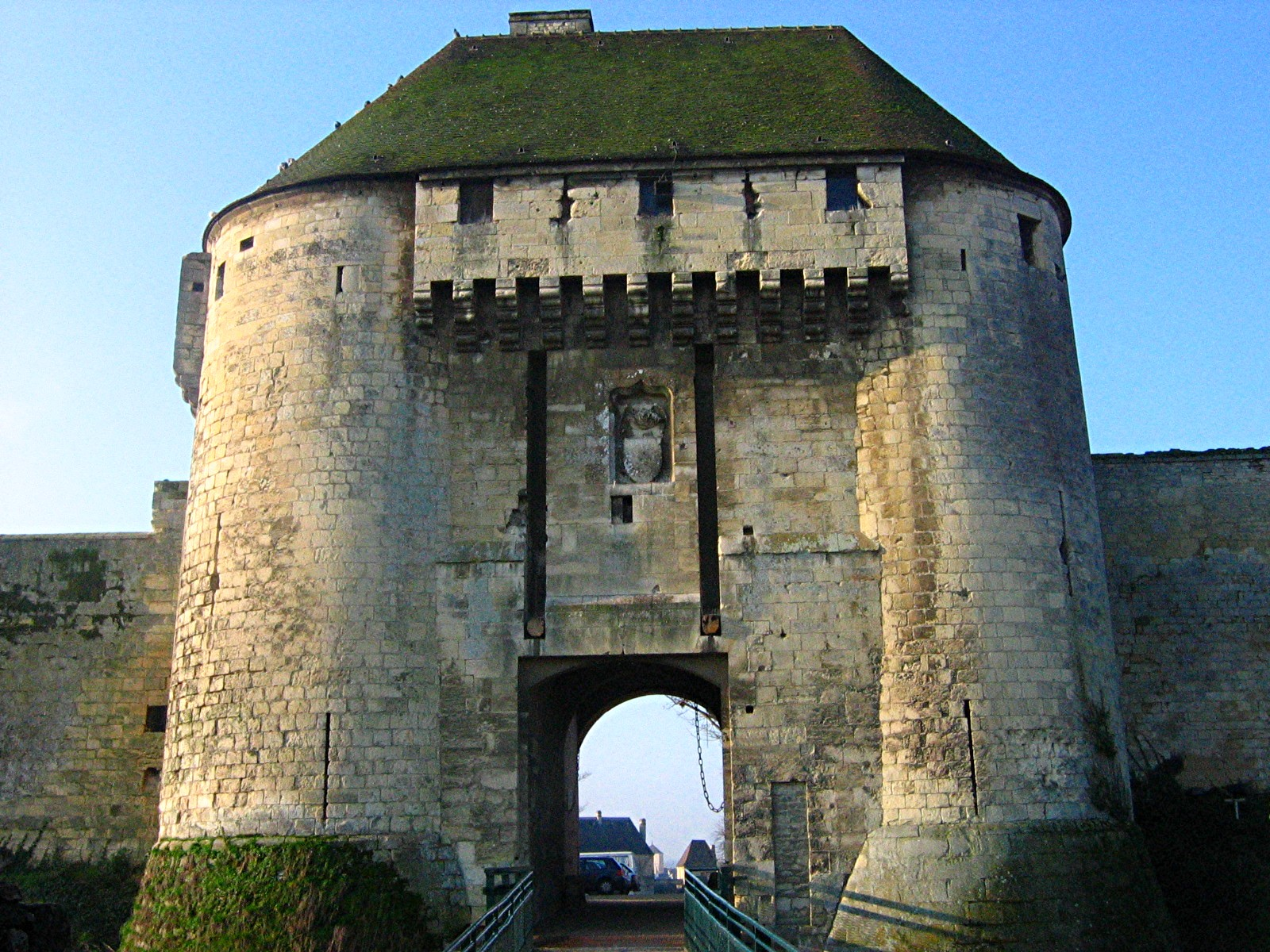
Mâchicoulis au-dessus de la porte du château de Caen.

Le terme est mentionné pour la première fois en 1402-1404, c'est-à-dire postérieurement à la technique elle-même, sous la forme machecoleis, « galerie extérieure de pierre, en encorbellement et percée d'ouvertures destinées au tir plongeant ».
Le mot est issu du moyen français *machecolis dérivé à l'aide du suffixe -is [?]. Il est attesté en latin médiéval sous la forme machecollum. Il s'agit d'un probable composé du vieux français macher « battre, frapper, meurtrir » et de col (cou en vieux français). Les projectiles lancés des mâchicoulis étaient effectivement destinés à « briser le cou » des assaillants.

## Historique

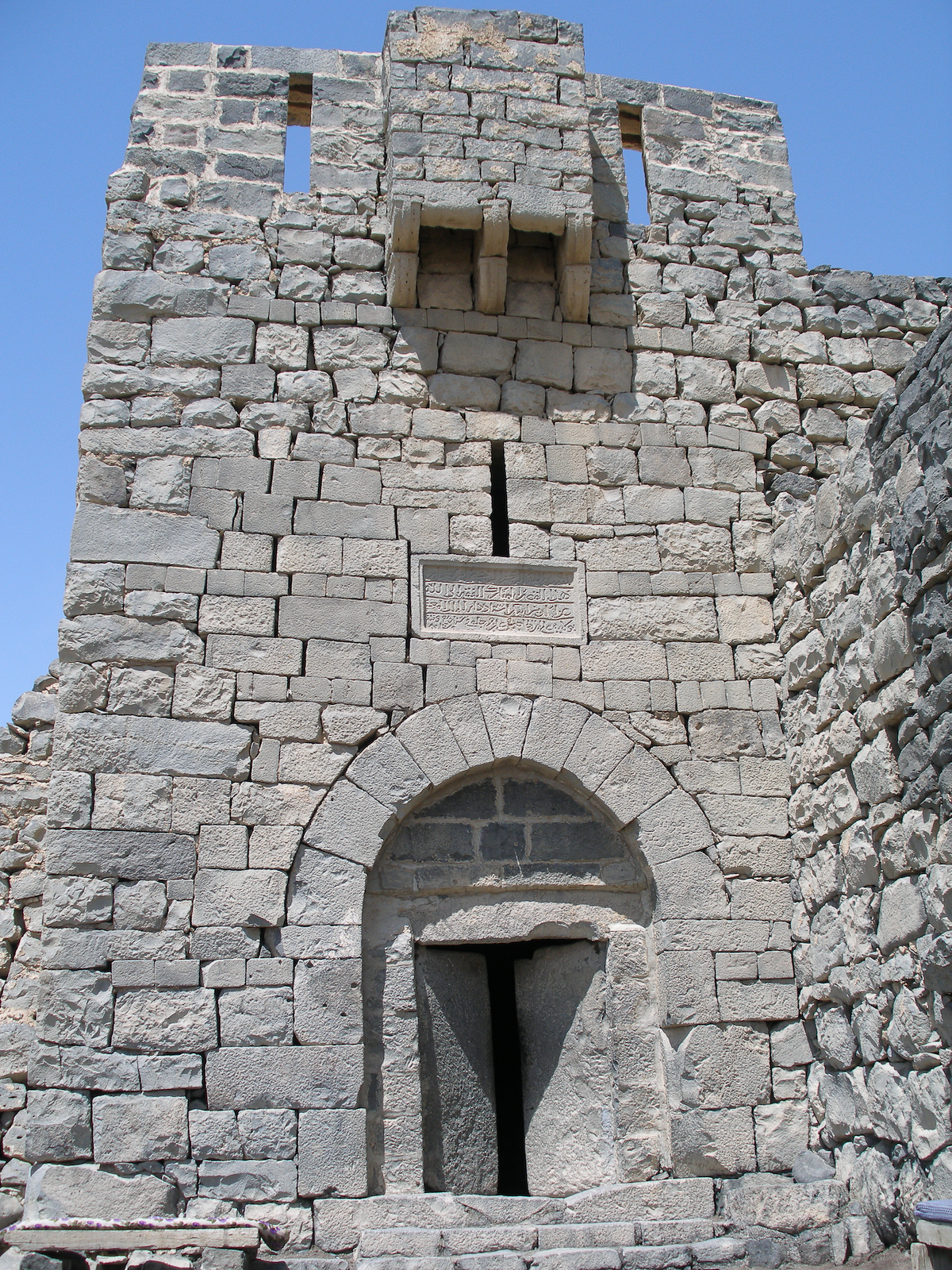
Mâchicoulis au-dessus de l'entrée du Qasr Azraq (Jordanie). XIIIe siècle.

Les mâchicoulis sont des structures en pierre taillée pourvues d'ouvertures carrées ou de larges rainures pratiquées dans le sol, qui garnissent un chemin de ronde d'une tour ou d'une courtine, et permettent d'en défendre le pied, notamment pour éviter le travail de sape. Les mâchicoulis sont une transposition en pierre des hourds et des bretèches de bois que l'on élevait sur les murailles ou les tours dans les premiers temps du Moyen Âge. Ces dispositifs architecturaux durables en encorbellement ne semblent pas avoir existé dans les fortifications grecques et romaines, alors qu'ils ont été employés en Orient durant l'Antiquité. Ils sont attestés à la fin du premier millénaire dans des fortifications omeyyades au VIe siècle/VIIIe siècle (présence de bretèches à mâchicoulis discontinues sur accès) et ont perduré en tant qu'organes défensifs fonctionnels jusqu'à la première moitié du XVe siècle. Ils sont caractéristiques des fortifications médiévales en Europe et en Terre sainte.
Le développement au XVe siècle de l'artillerie à feu dans l'armement tant défensif qu'offensif, bouleverse les données de l'architecture militaire. Dans les châteaux-palais de la Renaissance française, le mâchicoulis est un élément décoratif rappelant la fonction défensive du château fort des siècles précédents. Il s'agit alors de faux mâchicoulis qui n'ont plus aucune fonction militaire (il n'y a plus d'ouvertures pour lancer des projectiles). Cependant, en plein  XVIe siècle, les ingénieurs militaires maintiennent dans les châteaux forts l'emploi des mâchicoulis, devenus inefficaces, mais ils établissent, au rez-de-chaussée des ouvrages avancés, des batteries casematées, qui battent les approches.
Les châteaux japonais possèdent aussi des mâchicoulis (石落窓, ishi otoshi mado), littéralement des fenêtres pour jeter des pierres.

## Typologie
On en distingue trois types :
- mâchicoulis sur contreforts, appelé aussi mâchicoulis sur arcs : ce type de mâchicoulis qui reporte ses charges sur les piédroits des arcs bandés s'appuyant sur les contreforts, se rencontre essentiellement dans le Midi de la France. Il a été employé aussi bien dans la construction castrale que dans les églises fortifiées romanes. Il apparaît, dans l'état actuel de nos connaissances, dans la seconde moitié du XIIe siècle (cathédrale fortifiée d'Agde dès 1173, palais des Papes d'Avignon, tour maîtresse de Niort, de Château-Gaillard) et perdure jusqu'au XIVe siècle (château de la Madeleine [note 2] de Chevreuse) ;
- mâchicoulis alternés (en arcs sur consoles et contreforts alternés) : variante du type précédent, il prend appui sur des consoles disposées entre deux contreforts ou arcs-boutants quand ceux-ci sont trop éloignés, rendant la portée trop importante. Employé au début du XIIIe siècle sur des édifices dotés de contreforts mais sans flanquement vertical (bâtiment des « Mâchicoulis » du Puy-en-Velay, église de Notre-Dame-de-la-Mer), ce dispositif correspond à des reprises a posteriori ;
- mâchicoulis sur consoles : qui n'est ni plus ni moins qu'un chemin de ronde posé à l'extérieur sur des consoles ou corbeaux. Ce type apparaît à la fin du XIIIe siècle et son emploi se généralise après 1350, qu'il s'agisse de constructions neuves ou d'en doter les anciennes. Le couvrement des vides entre les consoles est disposé en arcs ou en linteaux parfois décorés (trilobe, accolade). Il existe des variantes régionales en France : mâchicoulis bretons (consoles en pyramides inversées constituées généralement de quarts de rond superposés), mâchicoulis provençaux (longues consoles effilées de cinq assises de pierre à plus).

## Légende et réalité
Contrairement à ce que montrent les films de guerre se déroulant au Moyen Âge et les topos hérités de l'historiographie romantique du XIXe siècle, lors du siège d'un château les défenseurs ne jetaient pas d'eau ou d'huile bouillante sur les assaillants du haut des remparts. En effet, c'était un aliment rare et cher à l'époque. Les défenseurs jetaient toutes sortes de projectiles, pierres, poutres, parfois de la poix, du soufre, du sable rougi qui s'infiltrait dans les armures, des flèches (tirs à l'arc plongeants), voire des charognes pour propager des épidémies ou des tonneaux remplis d'excréments. L'eau et le bois de chauffe étant des ressources rares lors d'un siège, leur emploi a dû être fortement limité.
Le pied des remparts est d'ailleurs parfois oblique et non vertical, ce qui provoque un ricochet des projectiles jetés du haut des remparts, pour un effet encore plus dévastateur.

## Galerie

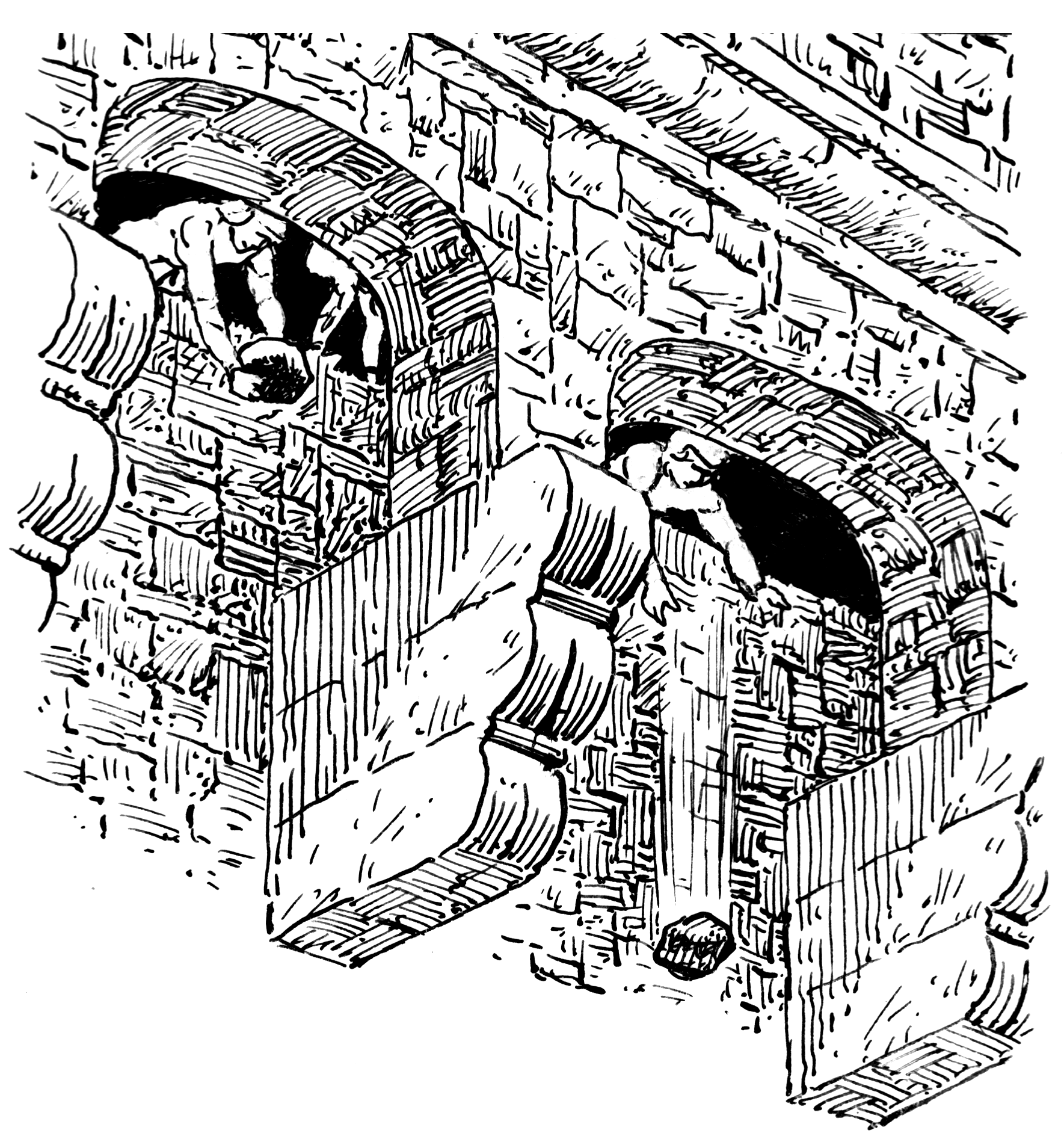
Lancement de projectiles des défenseurs au niveau du mâchicoulis.
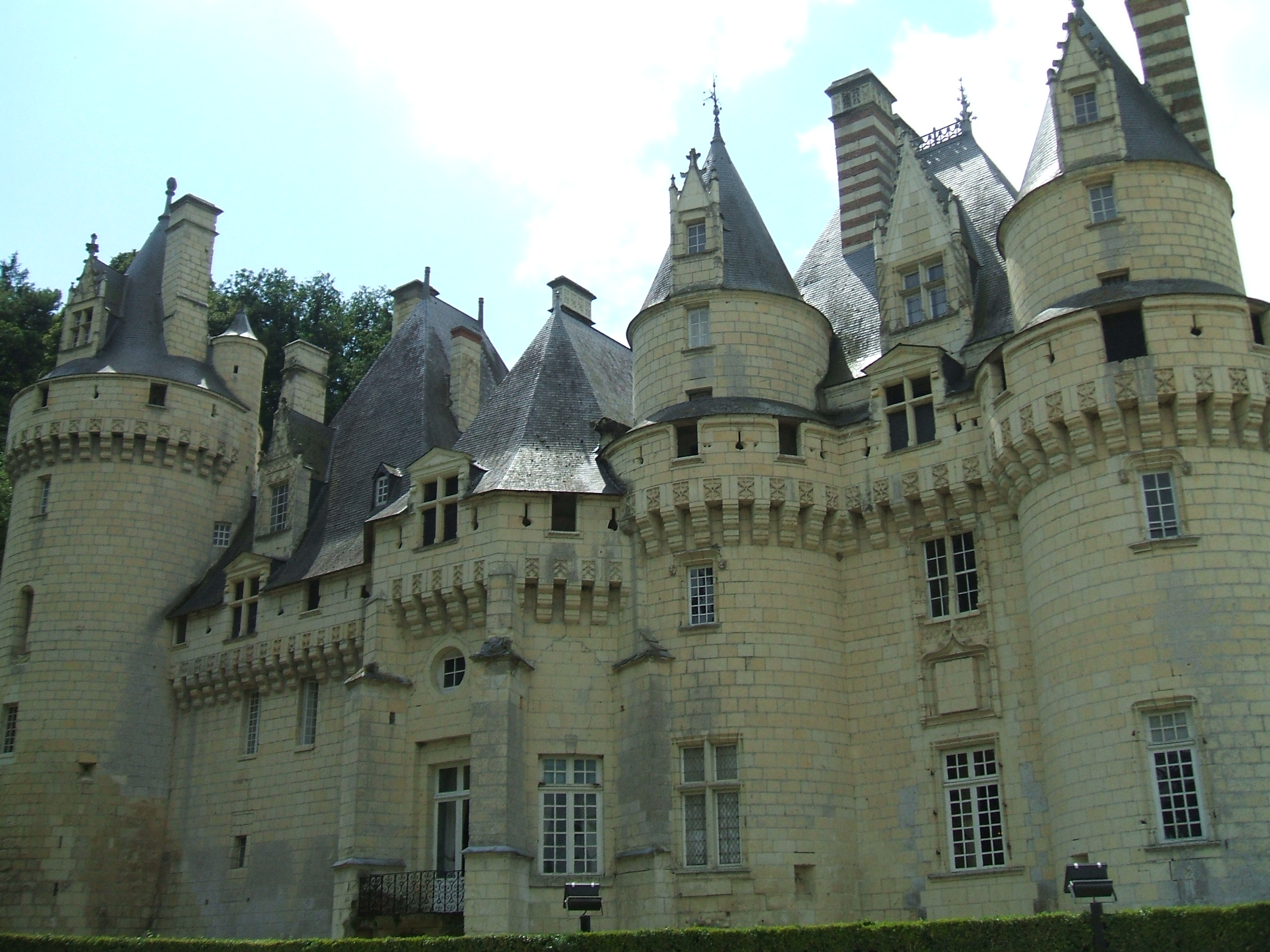
Mâchicoulis sur consoles moulurées de larges doucines et de quarts de rond se développant sur un triple ressaut.
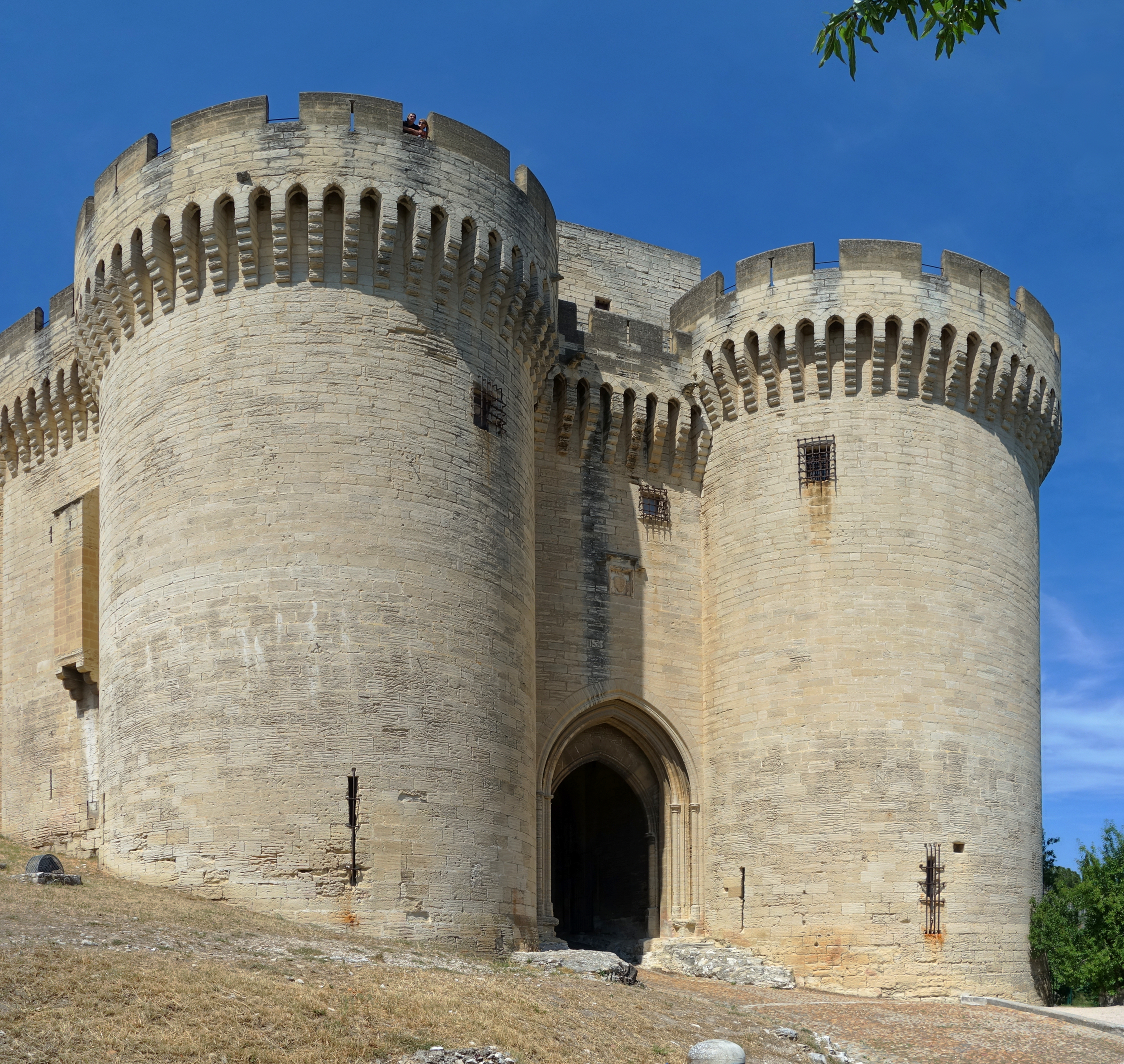
Mâchicoulis sur consoles de grande hauteur, fort Saint-André.
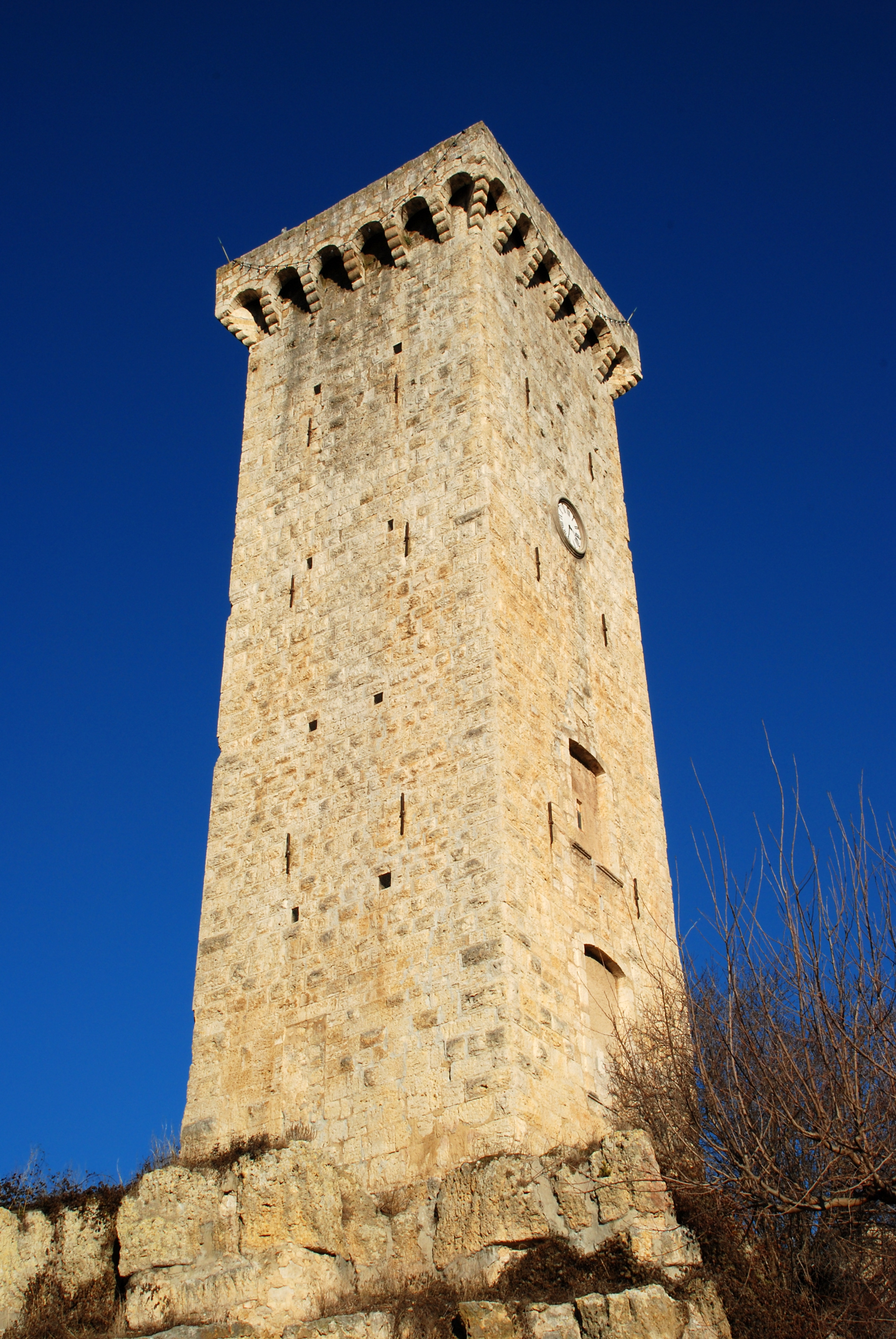
Mâchicoulis sur arcs reposant sur des corbeaux en quarts-de-rond superposés en quinconce.
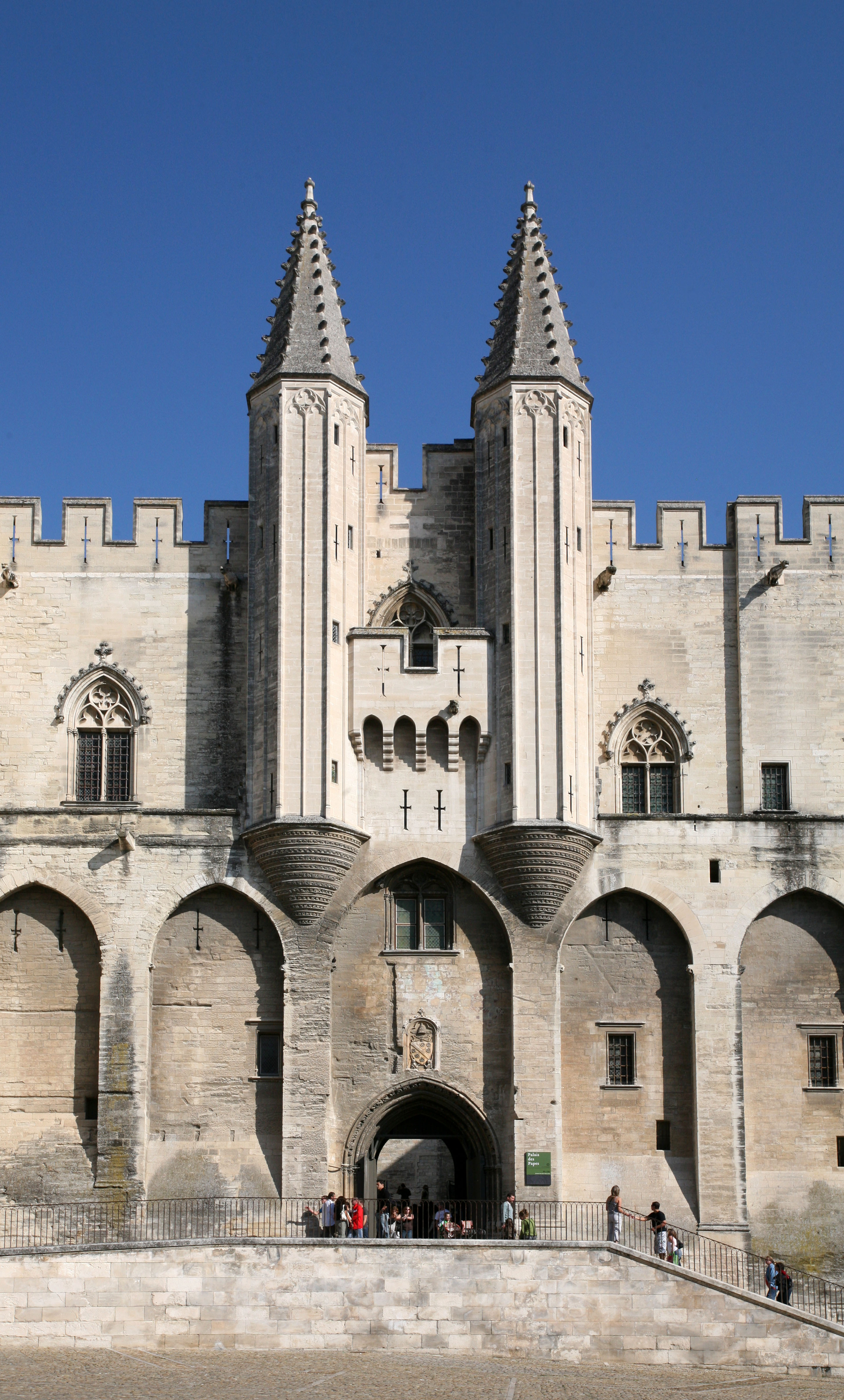
Mâchicoulis sur arcs au rôle plus esthétique (souligner la verticalité) que défensif, palais des Papes.
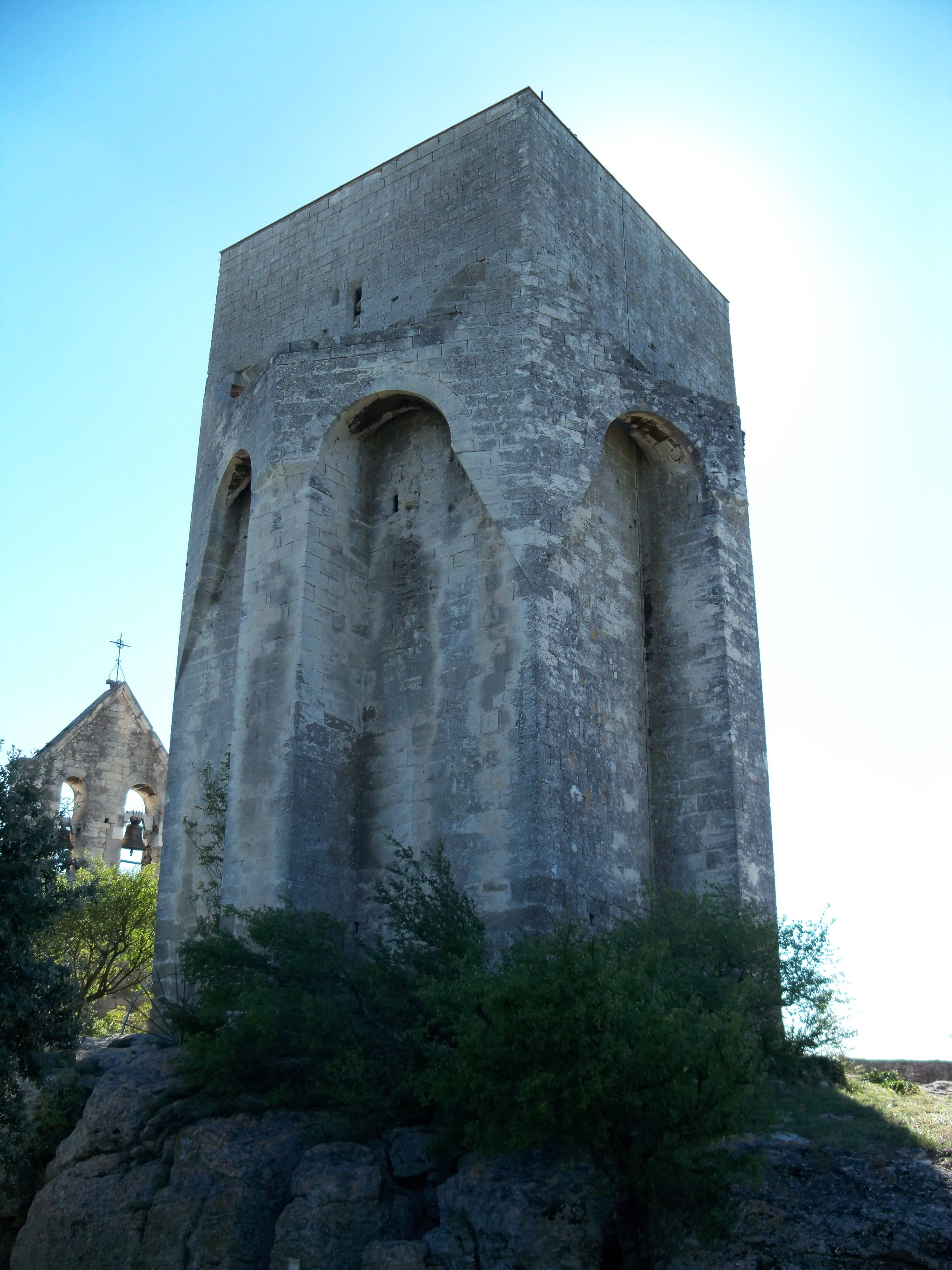
Mâchicoulis sur arcs bandés entre des contreforts médians[note 3], tour-maîtresse de Clansayes.
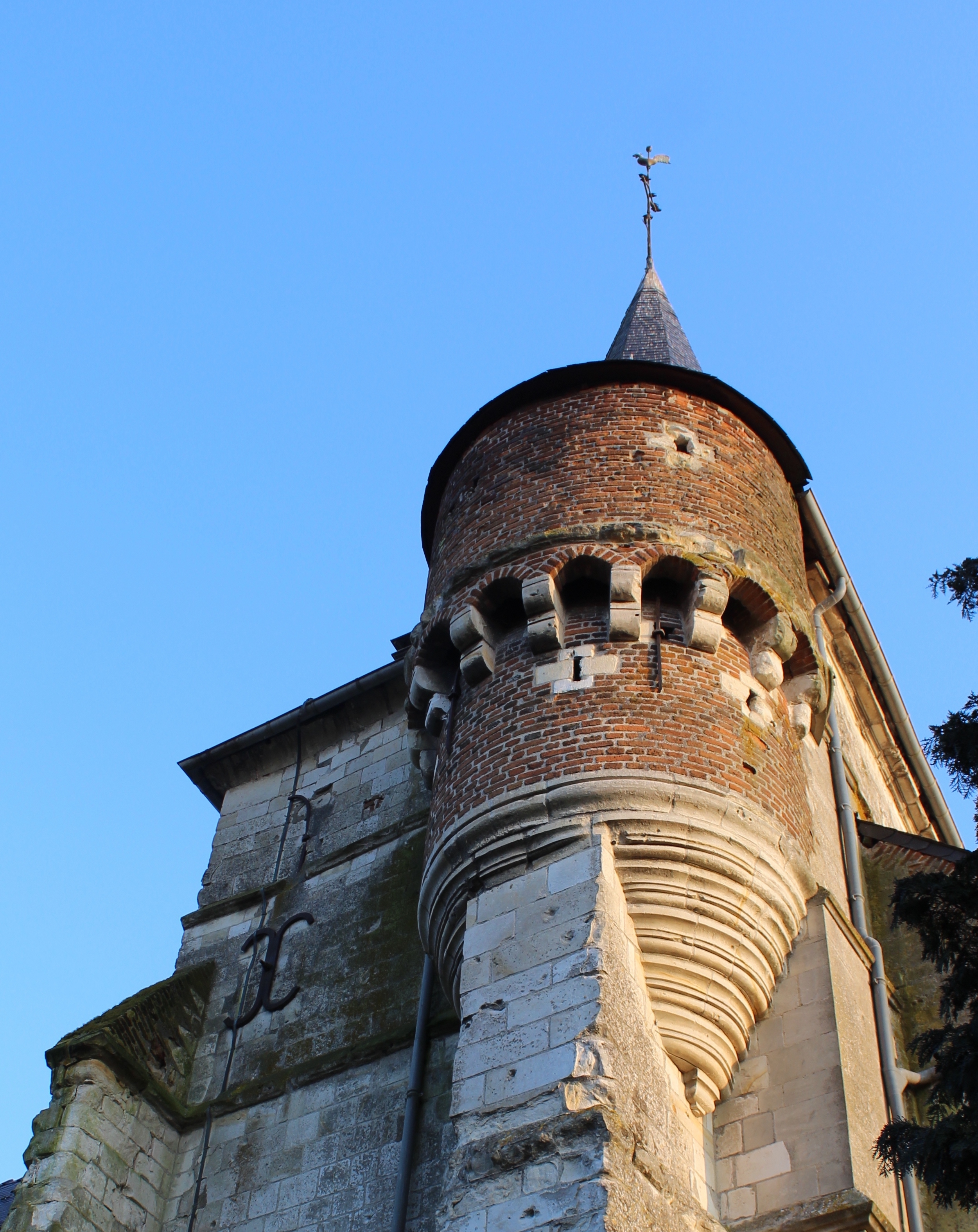
Mâchicoulis sur une tourelle de l'église fortifiée de Macquigny (Aisne).
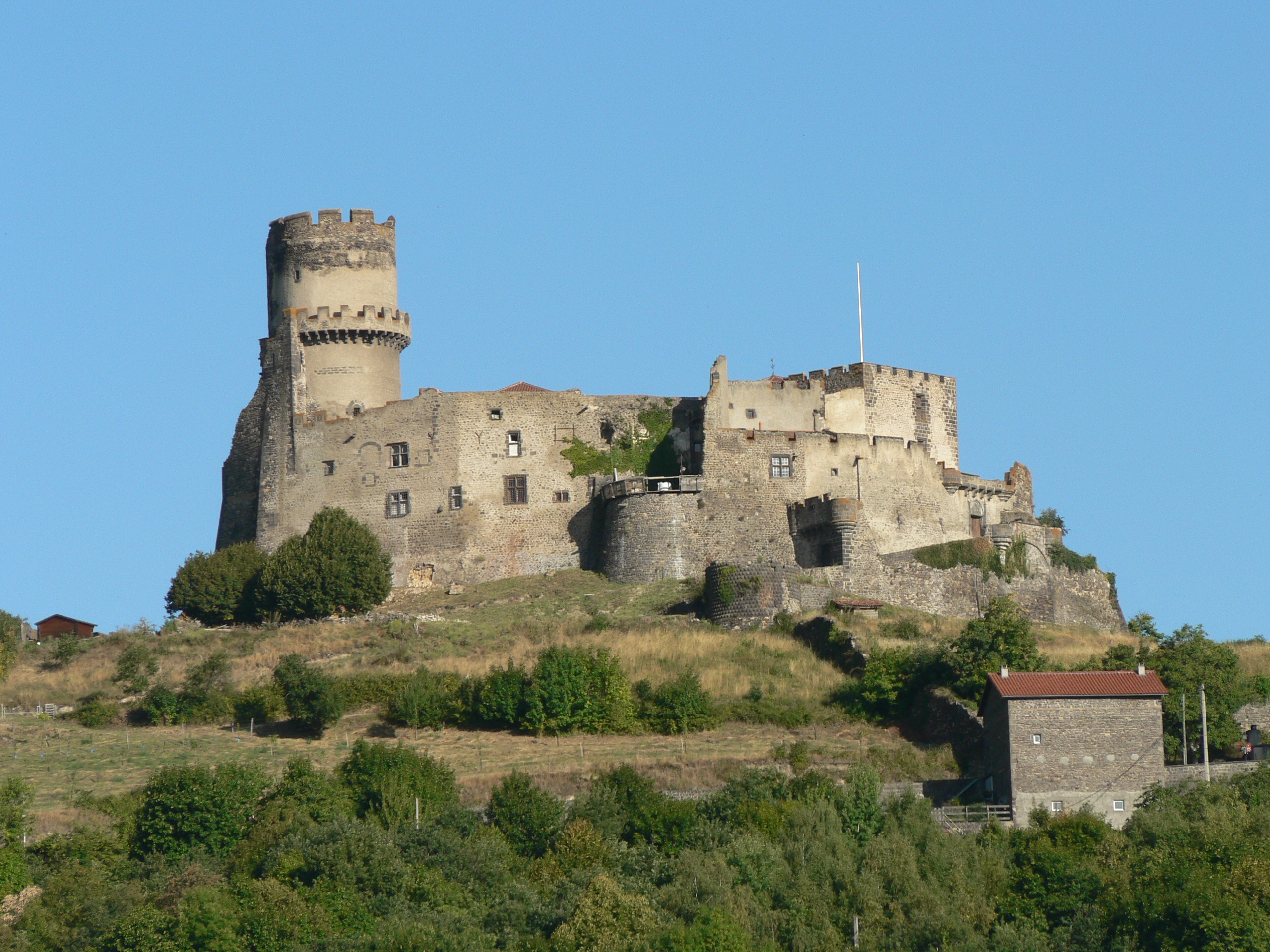
Donjon du château de Tournoël, rare cas de mâchicoulis en position non sommitale.
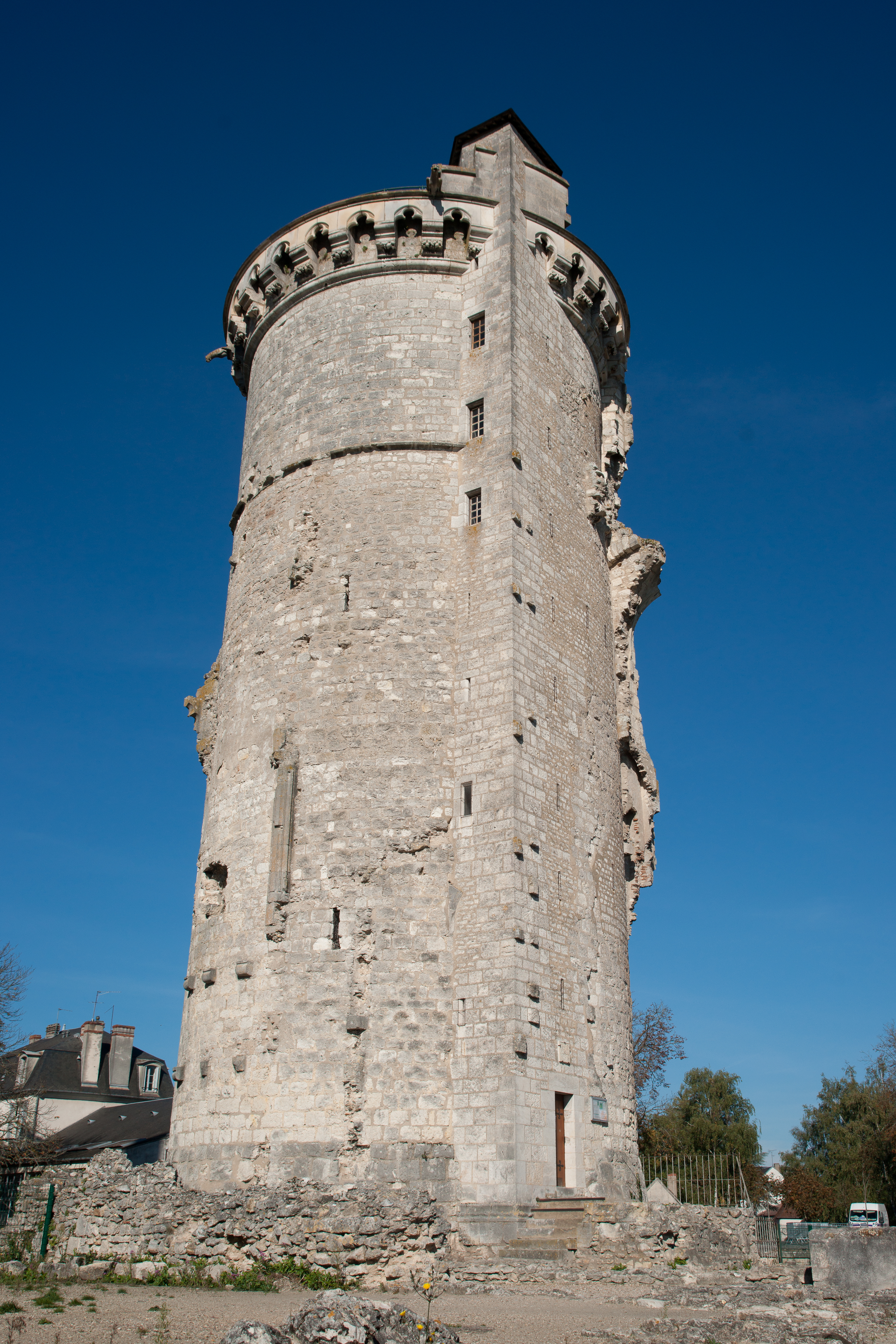
Mâchicoulis à linteaux sur consoles, décorés de trilobes ajourés, donjon du château de Mehun-sur-Yèvre.
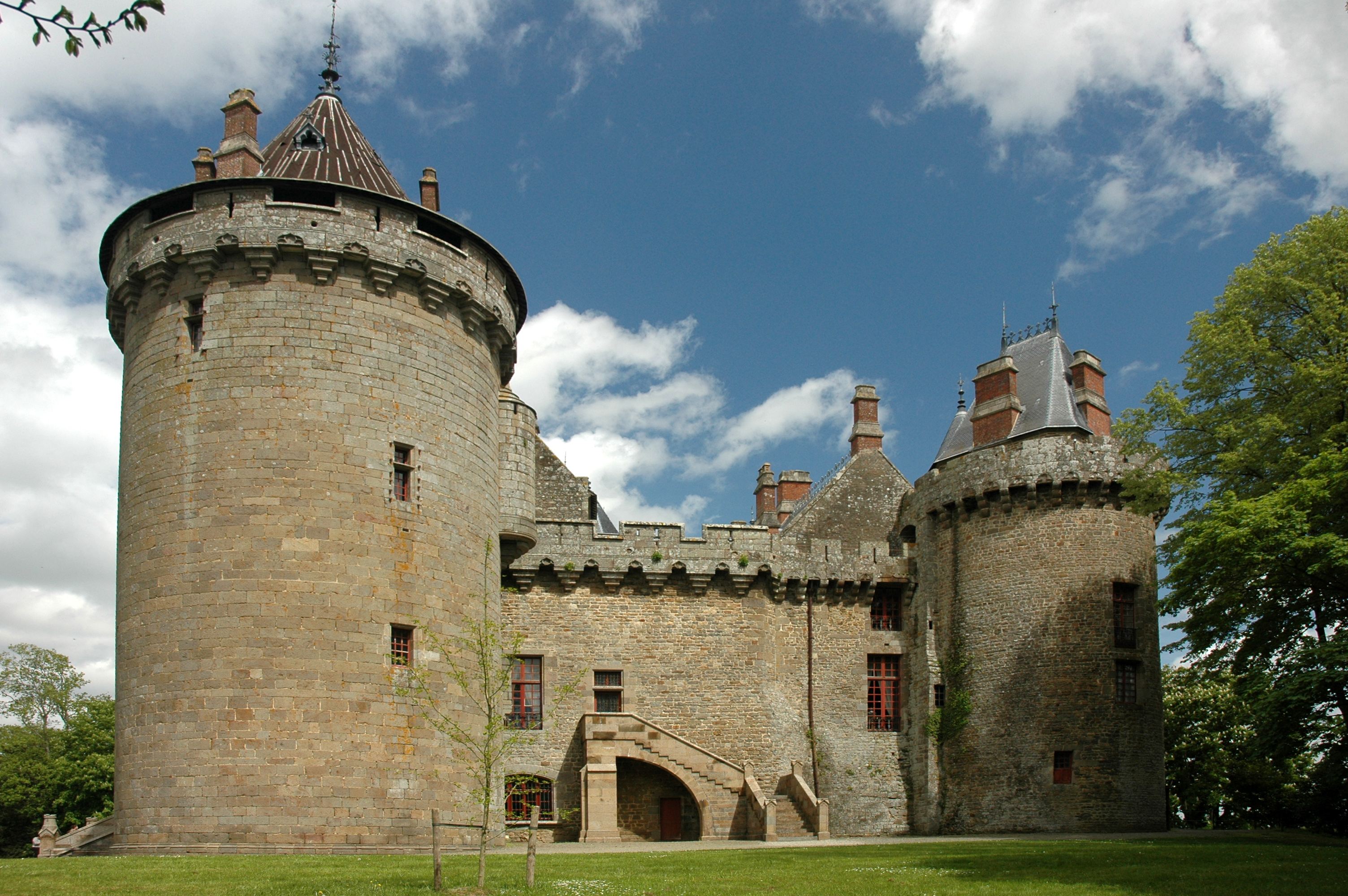
Mâchicoulis bretons à linteaux sur consoles fortement moulurées, décorés de trilobes délardés dans un arc brisé à point amorçant une accolade, château de Combourg.
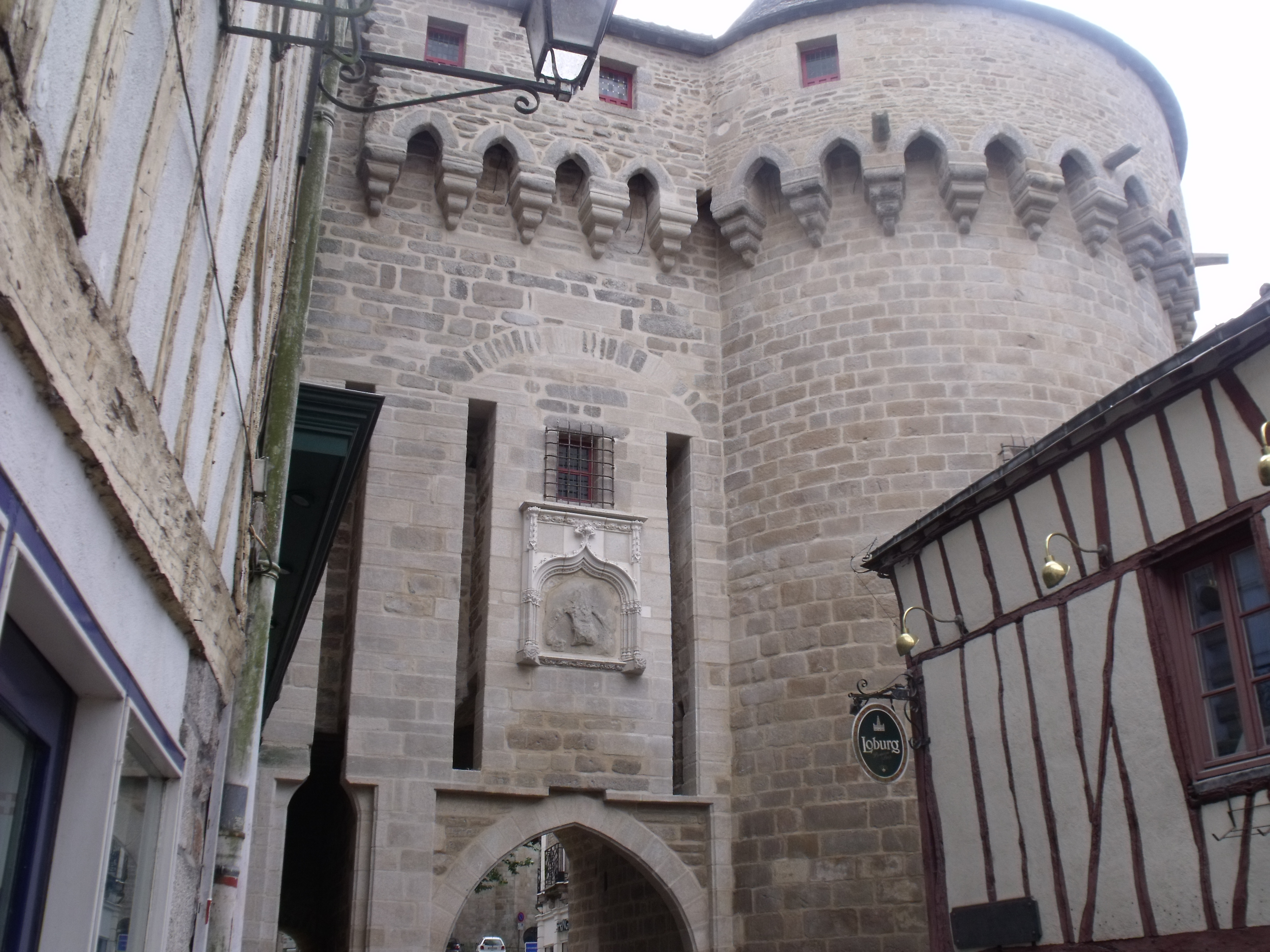
Couronnement de mâchicoulis bretons à arcs sur consoles, porte de la prison de Vannes.
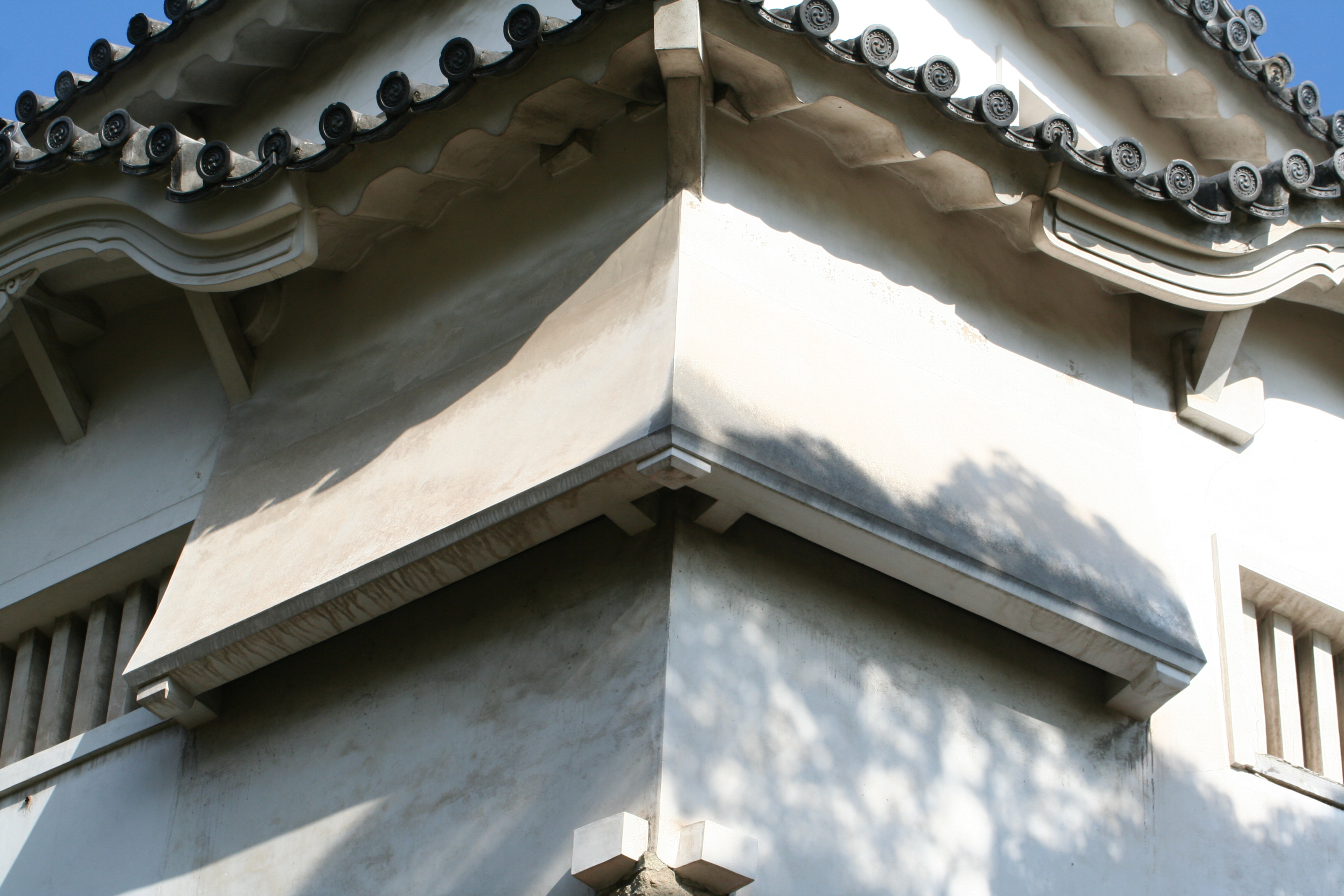
Les mâchicoulis du château de Himeji sont situés sur les angles du donjon.